# Катастрофа DC-9 в Милуоки
Катастрофа DC-9 в Милуоки — авиационная катастрофа, произошедшая 6 сентября 1985 года. Авиалайнер McDonnell Douglas DC-9-14 авиакомпании Midwest Express Airlines выполнял внутренний рейс YX105 по маршруту Мадисон—Милуоки—Атланта, но через 32 секунды после вылета из Милуоки опрокинулся и рухнул на землю в 512 метрах от ВПП аэропорта Милуоки. Погибли все находившиеся на его борту 31 человек — 27 пассажиров и 4 члена экипажа.

## Самолёт
McDonnell Douglas DC-9-14 (регистрационный номер N100ME, заводской 47309, серийный 393) был выпущен в 1968 году и первый полёт совершил 13 сентября. 23 октября того же года был передан авиакомпании Línea Aeropostal Venezolana (LAV), в которой получил б/н YV-C-AAA; в 1975 году был перерегистрирован (борт YV-01C). 15 октября 1976 года был приобретён авиакомпанией Avensa (борт YV-69C). 19 января 1983 года был куплен авиакомпанией K-C Aviation (борт N2405T), которая принадлежала авиакомпании Midwest Express Airlines; в мае того же года перешёл в Midwest Express Airlines и его бортовой номер сменился на N100ME. Оснащён двумя турбореактивными двигателями Pratt & Whitney JT8D-7B. На день катастрофы совершил 48 903 цикла «взлет-посадка» и налетал 31 892 часа.

## Экипаж
Состав экипажа рейса YX105 был таким:
- Командир воздушного судна (КВС) — 31-летний Дэнни У. Мартин (англ. Danny W. Martin). Опытный пилот, управлял самолётом Beechcraft 90 King Air. Проработал в авиакомпании Midwest Express Airlines 1 год и 7 месяцев (с 3 февраля 1984 года). В должности командира McDonnell Douglas DC-9 — с 7 февраля 1985 года (до этого управлял им в качестве второго пилота). Налетал свыше 5100 часов, свыше 1100 из них на DC-9 (свыше 500 из них в качестве КВС).
- Второй пилот — 37-летний Роджер У. Вайс (англ. Roger W. Weiss). Опытный пилот, проходил службу в ВВС США, где пилотировал истребитель F-4. В авиакомпании Midwest Express Airlines также проработал 1 год и 7 месяцев (с 3 февраля 1984 года). В должности второго пилота McDonnell Douglas DC-9 — с 15 февраля 1984 года; позже был квалифицирован на должность командира DC-9. Налетал 5197 часов, свыше 1640 из них на DC-9 (свыше 1140 из них в качестве КВС)[* 1].

В салоне самолёта работали две стюардессы:
- Шерон Э. Херб (англ. Sharon A. Herb), 24 года.
- Эми М. Бейн (англ. Amy M. Bain), 21 год.

## Расследование
Расследование причин катастрофы рейса YX105 проводил Национальный совет по безопасности на транспорте (NTSB).
Окончательный отчёт расследования был опубликован 3 февраля 1987 года.

## Культурные аспекты
Катастрофа рейса 105 Midwest Express Airlines показана в 25 сезоне канадского документального телесериала Расследования авиакатастроф в серии Смертельный подъём.

### Комментарии
1. ↑  На момент катастрофы он был в должности командира McDonnell Douglas DC-9, но рейсы YX206 и YX105 он выполнял в качестве второго пилота